# Paracaristius aquilus
Paracaristius aquilus is een straalvinnige vissensoort uit de familie van de caristiden (Caristiidae). De wetenschappelijke naam van de soort is voor het eerst geldig gepubliceerd in 2011 door Stevenson & Kenaley.